# Ken Daneyko
Kenneth Stephen Daneyko (* 17. května 1964, Windsor (Ontario), Kanada) je bývalý kanadský hokejový obránce ukrajinského původu. Celou svou kariéru v NHL (1983–2003) hrál za New Jersey Devils kde získal 3 Stanley Cupy. Fanoušci Devils mu přezdívali "Mr. Devil". V současné době[kdy?] drží rekord odehraných her za Ďábly (1283 her). Dnes pracuje jako komentátor na sportovní stanici MSG Plus. Je také stálým analytikem zápasu týmu New Jersey Devils.

## Hráčská kariéra
Byl vybrán po 1 kole draftu (celkově 18) jako druhý z New Jersey Devils. Před vstupem do NHL strávil několik sezón v Yorkton Terriers. Do Devils byl povolán na začátku sezóny 1983–84. V NHL si rychle získal diváky díky kvůli jeho odvážné a obětavé hře. Daneyko byl také známý kvůli chybějícím předním zubům, které ztratil poté, co byl zasažen do úst pukem. Jeho úsměv byl dobře známý nejen příznivcům Devils, ale všem hokejových fanoušků po celém světě.[zdroj⁠?!] Je známý jako hráč který strávil celou svojí kariéru v NHL s New Jersey. Daneyko nasbíral více než 2200 trestných minut. Daneyko nebyl nikdy znám jako vysoce bodovaní obránce a vytvořil tím rekord 255 zápasů bez střelené branky. Nicméně, Daneyko neměřil své kvality střelenými góly ale svojí obrannou činností.[zdroj⁠?!] Daneyko byl používán především jako stínící obránce před brankou.
V roce 1990 Daneyko bojoval s alkoholismem, ale generální manažer Lou Lamoriello a majitel dr. John McMullen stáli při něm a poslali ho do léčebny. Daneyko se vrátil a v roce 2000 vyhrál Bill Masterton Memorial Trophy (cena se uděluje hlavně hráčům, kteří prošli těžkými životními zkouškami nebo prokázali velkou vytrvalost). V tomto případě se udělovala hlavně kvůli vytrvalosti. Spolu se Scottem Stevensem, byli součástí tvrdé obrany. Tato dvojice spolu vyhrála tři Stanley Cupy (1994–1995, 1999–2000 a 2002–03).
Před odchodem do důchodu si nadělil dárek v podobě třetího Stanley Cupu. Daneyko dostal svůj tým do finále kde v 7 zápase vyhráli nad Mighty Ducks of Anaheim (dnes Anaheim Ducks).
V říjnu 2009 začal soutěžit v párovém krasobruslení.

## Osobní život
Daneyko byl rezidentem North Caldwell, New Jersey. V současné době žije se svou dcerou Taylor Lyn a synem Shanem v New Jersey.